# Gran Premi d'Espanya del 1968
Resultats del Gran Premi d'Espanya de la temporada 1968 disputat al circuit del Jarama el 12 de maig del 1968.

## Classificació
| Pos | No | Pilot                | Equip           | Voltes | Temps/ Retirada      | Pos. de sortida | Punts |
| --- | -- | -------------------- | --------------- | ------ | -------------------- | --------------- | ----- |
| 1   | 10 | Graham Hill          | Lotus - Ford    | 90     | 2h 15' 02.1          | 6               | 9     |
| 2   | 1  | Denny Hulme          | McLaren - Ford  | 90     | + 15.9 s             | 3               | 6     |
| 3   | 14 | Brian Redman         | Cooper - BRM    | 89     | + 1 Volta            | 13              | 4     |
| 4   | 15 | Ludovico Scarfiotti  | Cooper - BRM    | 89     | + 1 Volta            | 12              | 3     |
| 5   | 6  | Jean Pierre Beltoise | Matra - Ford    | 81     | + 9 Voltes           | 5               | 2     |
| Ret | 2  | Bruce McLaren        | McLaren - Ford  | 77     | Pèrdua d'oli         | 4               |       |
| Ret | 7  | John Surtees         | Honda F1        | 74     | Caixa canvi          | 7               |       |
| Ret | 16 | Jo Siffert           | Lotus - Ford    | 62     | Transmissió          | 10              |       |
| Ret | 19 | Chris Amon           | Ferrari         | 57     | Bomba de combustible | 1               |       |
| Ret | 5  | Piers Courage        | BRM             | 52     | Bomba de combustible | 11              |       |
| Ret | 9  | Pedro Rodríguez      | BRM             | 27     | Accident             | 2               |       |
| Ret | 21 | Jacky Ickx           | Ferrari         | 13     | Encesa               | 8               |       |
| Ret | 4  | Jochen Rindt         | Brabham - Repco | 10     | Pressió d'oli        | 9               |       |

## Altres
- Pole: Chris Amon 1' 27. 9

- Volta ràpida: Jean Pierre Beltoise 1' 28. 3 (a la volta 47)